# المجلس الوطني لتدريب الصحفيين
تأسس المجلس الوطني لتدريب الصحفيين (NCTJ) في عام 1951 كمنظمة للإشراف على تدريب الصحفيين على القطاع الصحفي في المملكة المتحدة ويلعب الآن دورًا في وسائل الإعلام الأوسع نطاقًا.

## الغرض
يقدم المجلس الوطني لتدريب الصحفيين اعتمادًا، معترفًا به في القطاع الصحفي، للصحفيين الطموحين والمبتدئين. يتكون هذا الاعتماد من اختبارات تمهيدية («اختبارات أولية»)، يتم إجراؤها إما قبل أن يبدأ المرشح العمل كمراسل أو بعد ذلك بوقت قصير، واختبار الشهادة الوطنية الذي عادةً يستغرق ما بين 18 شهرًا إلى عامين بعد البدء في العمل الصحفي. وعند استكمال اختبار الشهادة الوطنية، يعتبر القطاع الصحفي هذا المرشح أحد كبار المراسلين المؤهلين أهلية كاملة. ومع ذلك، تقدم هذه الدورات التدريبية مهارات قابلة للانتقال إلى قطاعات أخرى، مثل العلاقات العامة، والنشر، وصناعة السينما والتلفزيون (وخاصة للباحثين)، والتسويق، من بين أمور أخرى أو للمزيد من الدراسة في مجالات أخرى. والمجلس الوطني لتدريب الصحفيين هو منحة ذات ثلاثة مستويات.
ويعتبر المجلس الوطني لتدريب الصحفيين منظمة خاصة وتجارية.
ومن بين خريجي المجلس الوطني لتدريب الصحفيين مارك أوستن، والمحرر المثير للجدل والذي كان يفُصل من عمله كثيرًا بيرس مورغان، وكاي بورلي، وجون إنفيرديل، وجيوردي جريج، وهيلين سكيلتون.
وفضلاً عن كونه هيئة دراسية، يقدم المجلس الوطني لتدريب الصحفيين دورات تدريبية قصيرة لتحديث معلومات المرشحين قبل إجرائهم للاختبارات الأولية للمجلس الوطني لتدريب الصحفيين أو اختبار الشهادة الوطنية، وأيضا للمهنيين الباحثين عن التدريبات ذات الصلة.
والمجلس الوطني لتدريب الصحفيين هو أيضًا هيئة مانحة مهنية يعترف بها مكتب النظام الأساسي للمؤهلات والامتحانات Ofqual.

## الاختبارات الأولية
عادةً ما يأخذ التدريب على الاختبارات الأولية شكل دورة تدريبية مكثفة تستغرق 22 أسبوعًا قبل أن يبدأ العمل، ولكن هناك خيارات أخرى مختلفة. وتشمل دورات تدريبية لعام واحد، ودرجات جامعية، ودراسات عليا ودورات تعلم عن بعد أو «عن طريق الانتساب» للمرشحين الذين لديهم بالفعل وظيفة إخبارية وتم منحهم إجازة مدفوعة الأجر من أصحاب العمل لحضور هذه الدورة التدريبية.
ويقدم المجلس القومي لتدريب الصحفيين أيضًا دورة تدريبية للمصورين الصحفيين والصحفيين والمصورين.
ويجري الإنهاء التدريجي للشهادة الأولية من أجل الدبلوم الجديد، الذي يعتبر المجلس الوطني لتدريب الصحفيين أنه يعكس مجتمع الوسائط المتعددة.

## دبلوم
وقد جرى تجريب الدبلوم في الصحافة في العام الدراسي 2010-2011، وحل محل الشهادة الأولية منذ سبتمبر 2011.
ويتكون الدبلوم من خمس مواد إلزامية - إعداد التقارير، والشؤون العامة الأساسية، والاختزال، وقانون الإعلام الأساسي والمحفظة - واثنين من الوحدات التدريبية المتخصصة المختارة من الصحافة الرياضية، وإعداد تقارير المحكمة وفقًا لقانون الإعلام، والإنتاج الصحفي، والعمل التجاري الخاص بالمجلات، والصحافة الإذاعية (في عام 2011) وصحافة الفيديو للاستخدام عبر الإنترنت.
وللوصول إلى المعيار الذهبي، يجب على المرشحين تحقيق درجات من أ - ج في جميع المواد بالإضافة إلى اختزال 100 كلمة في الدقيقة.

## اختبار الشهادة الوطنية (NCE)
عادةً ما يأخذ التدريب على اختبار الشهادة الوطنية شكل سلسلة من ورش العمل لإعداد المرشحين لخوض الاختبارات، ولكن أصحاب العمل لن يقوموا بدفع رسوم هذه الورش ويرسلون المرشحين إلى الاختبار دون أي إعداد. وتبلغ نسبة النجاح حوالي 60% كل عام.

## جريدة أوكسداون
كانت جريدة أوكسداون صحيفة خيالية يستخدمها المجلس الوطني لتدريب الصحفيين كمكان لأوراق الاختبار الخاصة بالصحافة. ومنذ سبعينيات القرن العشرين، كان على الصحفيين المتدربين كتابة تقارير عن الحرائق والفيضانات وحوادث السكك الحديدية والحوادث الدموية في البلدة الخيالية أوكسداون. وتمحورت الفكرة حول تكرار شعور المعرفة المحلية لدى المتدربين عند العمل على ورقة حقيقية، قدر الإمكان.
في عام 2006، قرر المجلس الوطني لتدريب الصحفيين أنه لن يستخدم أوكسداون - وبدلاً من ذلك، ظهرت مجموعة متنوعة من المواقع والمنشورات على أوراق الامتحان الخاصة بهم. إلا أن ذلك لم يَسِر بشكل جيد مع بعض الصحفيين والمحاضرين الصحفيين، الذين كانوا قد ارتبطوا وجدانيًا بالبلدة الخيالية وشنوا حملة للحفاظ عليها.
ومع ذلك، لا زالت أوكسداون موجودة في عدد من مراكز التدريب الصحفي، مما يبقي في هذه المؤسسات الروتين الخاص بخلق أماكن خيالية جديدة في كل مرة يريدون وضع اختبارًا وهميًا - فالطلاب الذين يتدربون في مؤسسة نيوزكويست، على سبيل المثال، سيجدون أنفسهم مرة أخرى في العالم الوهمي لحديقة روبرت، ومدينة إيستبورت، وميدهامبتون عند عقد الدورات التنشيطية للاختبارات النهائية للمجلس الوطني لتدريب الصحفيين.

## وصلات خارجية
- NCTJ website
- Journalism Diversity Fund website